# Lasioglossum rhodognathum
Lasioglossum rhodognathum là một loài Hymenoptera trong họ Halictidae. Loài này được Cockerell mô tả khoa học năm 1917.